# Il magnifico avventuriero (film 1945)
Il magnifico avventuriero (Along Came Jones) è un film western del 1945 diretto da Stuart Heisler.
È ispirato al romanzo Useless Cowboy scritto da Alan Le May nel 1944.

## Trama
Melody Jones è un cowboy gentile e vagabondo che viaggia con il suo amico George Fury attraverso il West. Quando i due giungono a Paynesville, una tranquilla cittadina, Melody viene scambiato per il temibile fuorilegge Monte Jarrad, ricercato per una rapina alla diligenza. Questa confusione nasce dalle sue stesse iniziali, "M.J.", che coincidono con quelle di Jarrad. La nuova fama come temuto pistolero gli conferisce un’inaspettata autorità, ma lo mette anche in pericolo. Cherry de Longpre, infatti, una giovane donna legata a Monte Jarrad, cerca di sfruttare lo scambio di persona per sviare le attenzioni del paese dal vero criminale, nascosto, perché ferito, nel suo granaio. Tuttavia, mentre Melody si innamora di Cherry, lei inizia a ricambiare i suoi sentimenti, trovandosi divisa tra il suo passato con Jarrad e la possibilità di una vita migliore.
Melody, nonostante la sua scarsa abilità con le armi e la sua natura ingenua, deve trovare il coraggio per affrontare Monte Jarrad e difendere Cherry. In un crescendo di tensioni, il nostro eroe riesce infine a sconfiggere il bandito, guadagnandosi l’amore della donna e dimostrando che la vera forza sta nel cuore e non nelle pistole.